# Attonitus irisae
Attonitus irisae är en fiskart som beskrevs av Richard P. Vari och Ortega 2000. Attonitus irisae ingår i släktet Attonitus och familjen Characidae. Inga underarter finns listade.